# Stjepan Matijević (franjevac)
Stjepan Matijević ili Stjepan Solinjanin (oko 1580. – 1654.) bio je hrvatski katolički svećenik iz reda franjevaca, misionar i pisac.

## Životopis
Rođen je u Tuzli ili u njezinoj okolici oko 1580. godine. Stupio je u franjevački red u Donjoj Tuzli ili u Gradovrhu. Studije je završio u Italiji. Pastoralno je djelovao u raznim dijelovima Bosne. Šest je godina kapelan u Sarajevu.
Malo prije 1630. godine boravio je u Rimu gdje se spremao za misionarski pohod u Transilvaniju. Tamo se upoznao hrvatskim s franjevcem Rafaelom Levakovićem. Stjepan je u musijama uspio osnovati samostan, postati prefekt misije te vikar transilvanskoga biskupa i definitor.
Umro je u samostanu Mikhási 1654. godine.

## Djela
- „Ispoviedaonik sabran iz pravoslavie naučiteljah P. P. O. meštru Jeronimu Panormitanu reda pripoviedalacah” (1630.)[1]

### Mrežna sjedišta
- Pranjković, Ivo. 2025. “Ispovjedaonik” fra Stjepana Solinjanina. Svjetlo riječi. Sarajevo.  journal zahtijeva |journal= (pomoć)